# كريس (لاعب كرة قدم مواليد 1980)
كريس (بالبرتغالية: Cristiano Alves Pereira‏) هو لاعب كرة قدم برازيلي في مركز الدفاع، ولد في 9 أكتوبر 1980 في جوينفيل في البرازيل. شارك مع منتخب توغو لكرة القدم. أما مع النوادي، فقد لعب مع غريميو بورتو أليغرينزي ونادي برازيل دي بيلوتاس ونادي جنوب الصين ونادي جوينفيل ونادي روان ونادي شابيكوينسي.

## وصلات خارجية
- كريس (لاعب كرة قدم مواليد 1980) على موقع ناشيونال فوتبول تيمز (الإنجليزية)